# 博泰朗
博泰朗是瑞士的城鎮，位於該國西部，由弗里堡州負責管轄，面積4.15平方公里，海拔高度744米，2011年人口492，八成半人口信奉羅馬天主教，人口密度每平方公里119人。